# کریستل کورنیل
کریستل کورنیل (به انگلیسی: Christelle Cornil)(زاده ۲۸ اوت ۱۹۷۷) بازیگر بلژیکی است.
از کارهای معروف او می‌توان به فیلم‌های معجون زمان ۴ و مادران جوان اشاره کرد.